# Hjalmar Olson
Otto Hjalmar Olson, (Eskilstuna, 24 de diciembre de 1902 – Gustavsberg, 1 de abril de 1990), fue un líder empresarial sueco.
Hjalmar Olson era hijo del encuadernador Johan Oscar Olson. Comenzó a trabajar en la industria de Eskilstuna a los catorce años y al mismo tiempo estudió en la escuela técnica de maquinaria de Eskilstuna. Después de completar estos estudios, realizó estudios especializados en química y, con una beca, realizó un viaje de estudios a Alemania entre 1922 y 1923. Tras haber sido ingeniero en la empresa de feldespato Jonn H. Olson en Köping entre 1926 y 1929 y, además, haber estudiado nuevamente en industrias alemanas entre 1928 y 1929, Olson fue contratado en 1929 como gerente de operaciones en la fábrica de porcelana de Gustavsberg. 
Cuando el Kooperativa Förbundet compró la empresa en 1937, Olson fue nombrado su CEO, cargo que ocupó hasta 1968. También fue vicepresidente del consejo de administración de LKAB entre 1962 y 1973, CEO de Strebelverken en Västervik desde 1947, de Mälardalens tegelbruk desde 1947 y de AB Centrifugalrör en Oxelösund desde 1948. Bajo el liderazgo de Olson, Gustavsberg amplió su producción más allá de la fabricación de porcelana, para incluir la producción de porcelana sanitaria, porcelana eléctrica, bañeras de acero esmaltado y artículos de plástico. En 1942 fue elegido miembro de la Kungliga Ingenjörsvetenskapsakademien, donde fue segundo vicepresidente entre 1954 y 1956, y fue nombrado primer miembro honorario en 1963. En 1962, fue nombrado doctor honorario en tecnología por la Kungliga Tekniska högskolan en Estocolmo.Hjalmar Olson está enterrado en el cementerio de Hammarby en Södermanland.